# Contea di Chickasaw (Mississippi)
La contea di Chickasaw (in inglese Chickasaw County) è una contea dello Stato del Mississippi, negli Stati Uniti. La popolazione al censimento del 2000 era di 19 440 abitanti. Il capoluogo di contea è Houston.